# 長鰭銀鞍脂鯉
長鰭銀鞍脂鯉，為輻鰭魚綱脂鯉目脂鯉亞目脂鯉科的其中一個種。分布於南美洲奧里諾科河、托坎廷斯河及蘇利南沿岸淡水流域，體長可達6.9公分，棲息在沙底質、水質清澈的溪流，生活習性不明。